# Años 440
Los años 440 o década del 440 empezó el 1 de enero del 440 y terminó el 31 de diciembre del 449.

## Acontecimientos
- San León I Magno sucede a San Sixto III como papa en el año 440
- Requila sucede en 441 a Hermerico como rey de los suevos; reinó hasta 448.
- Requiario sucede en 448 a Requila como rey de los suevos; reinará hasta 456.
- Empiezan los movimientos de bagaudas en Hispania.
- Latrocinio de Éfeso